# 京都洛西観音霊場
京都洛西観音霊場（きょうとらくさいかんのんれいじょう）とは、桂川西岸から西山にかけての地域(旧乙訓郡及び葛野郡に相当)に置かれた観音霊場。三十三番までの札所と番外札所三ヶ所の計36寺院から構成される。洛西三十三観音霊場、また旧称の洛西観音霊場とも呼ばれる。

## 西の岡三十三所
この霊場は、江戸時代に信仰を集めた西の岡三十三所(にしのおかさんじゅうさんしょ)を前身とする。
西の岡とは、現在の京都市西京区南東部と向日市西部の境界をなす西ノ岡丘陵(向日丘陵、長岡丘陵とも)のことで、さらにその周辺の地域をも指した。この地域は京都の西に位置することから西方極楽浄土に見立てられ、古くから阿弥陀如来やその脇侍である観世音菩薩への信仰が盛んだった。特に、世情が安定し庶民の生活にも余裕が生じた江戸時代には、西の岡各地でも観音講（隣近所といった小規模な地縁を紐帯とする観音信仰結社）が組まれ、西国三十三所への巡礼が盛んに行われた。
しかし、現在のように交通機関なども発達していなかった当時は西国三十三所への巡礼には時間も費用もかかり、希望者すべてが巡礼に行けるわけではなかった。あくまでも講の構成員で資金を出し合って代表者を送り出すというものであり、代表者になれるのは成年に達した各家の長男に限られるなど、誰もが気軽に巡礼に出られる訳ではなかったのである。そこで誰でも観音巡礼が出来るように、地域内の観音を祀る寺院をまとめ西国三十三所を模した「うつし霊場」が置かれた。これが西の岡三十三所である。
この西の岡三十三所がいつ開創されたのかは、室町時代とも江戸時代とも言われているが 史料が残されていないためはっきりしない。しかし20番・称讃寺には文政十年（1827年）、21番長福寺には嘉永七年（1854年）、25番阿弥陀寺には弘化二年（1845年）の日付の奉納額が現存しており、遅くとも江戸時代後期には盛んに巡礼が行われていた事がわかる。
しかし明治維新以後は神仏分離、廃仏毀釈の影響もあって廃寺となる札所もあり、西の岡三十三所への巡礼は徐々に忘れられていった。14番勝龍寺には1973年（昭和四十八年九月吉日）の日付の奉納額も現存しており、戦後も細々と巡礼が行われてはいたようであるが、その頃までにはすでに「知る人ぞ知る」存在となっていた。

## 霊場再興
西の岡三十三所が名を改めて再スタートを切ったのは1978年3月の事。4番西迎寺の住職が、同寺所蔵の資料（大正時代の御詠歌集写本）を基に、各札所寺院へ霊場再興を呼びかけた事に始まる。これを受けて札所寺院は霊場会を発足、洛西観音霊場の名称で再興された。
霊場名に「洛西」の地域名が冠されるようになったのは、西の岡という地域名がすでになじみの薄いものとなっていたためである。ちなみに洛西三十三所などの異名を記した江戸時代後期の奉納額も現存しており、この洛西という霊場名は必ずしも新しいものというわけではない。
更に霊場再興20周年には、「京都」を冠した京都洛西観音霊場を正式名称に改め現在に至る。

## 札所
第一番札所・西山善峰寺（にしやま よしみねでら）
京都市西京区大原野小塩町に所在の善峰観音宗(天台宗系単立)の寺院。寺院本尊は千手観音。京都洛西観音霊場の札所本尊はその脇本尊の千手観音立像で、寺伝では開山源算の作とする西国三十三所第二十番札所でもあり、そのうつし霊場としての京都洛西観音霊場の筆頭となっている。
第二番札所・西岩倉山金蔵寺(にしいわくらさん こんぞうじ)
西京区大原野石作町に所在の天台宗の寺院。本尊は千手観音で、寺伝によれば、開山の隆豊禅師が老翁に姿を変えた向日明神（向日神社祭神）の導きで見つけたクスノキの霊木を、天狗の爪で刻んだものだという。
第三番札所・小塩山十輪寺（おしおざん じゅうりんじ）
通称なりひら寺。西京区大原野小塩町に所在の天台宗の寺院。寺院本尊は地蔵菩薩。札所本尊は十一面観音で花山法皇自刻と伝わる。
第四番札所・安岡山西迎寺（あんこうざん さいこうじ）
西京区大原野南春日町に所在の西山浄土宗の寺院。寺院本尊は釈迦如来と阿弥陀如来の二尊。札所本尊は本堂脇檀に祀られている聖観音で、春日観音と呼ばれており、神仏分離の際に近在の大原野神社から移されたとの説がある。
第五番札所・西山三鈷寺（にしやま さんこじ）
西京区大原野石作町に所在の西山宗本山。寺院本尊は本来は仏眼曼荼羅だが、現在は奈良国立博物館に収蔵されており、 不動明王を中心に諸仏が祀られている。札所本尊は不動明王向かって右に祀られている十一面観音で西山上人作と伝えられている。
第六番札所・大慈山乙訓寺（だいじざん おとくにでら）
長岡京市今里に所在の真言宗豊山派の寺院。寺院本尊は合体大師（空海と八幡大菩薩の合作と伝わる空海像）。札所本尊は本堂内で本尊の右側に祀られている十一面観音。これは長谷型観音と呼ばれる右手に錫杖を持つ十一面観音で、豊山派特有のものである。
第七番札所・報国山光明寺（ほうこくさん こうみょうじ）
長岡京市粟生西条ノ内に所在の西山浄土宗総本山。寺院本尊は阿弥陀如来。札所本尊は千手観音で御影堂右手前の観音堂に祀られていたが現在は京都国立博物館に預託。観音堂には、普段は8番観音寺の本尊が移されて代わりに祀られている。
第八番札所・粟生山観音寺（あおさん かんのんじ）
長岡京市粟生清水谷に所在の天台宗の寺院。子守勝手神社と同じ境内で隣接している。本尊は千手観音。無住のため、本尊は普段は7番光明寺の観音堂に預けられている。ただし正月など行事の際にはこちらに戻される。
第九番札所・清巌山長法寺（せいがんざん ちょうほうじ）
長岡京市長法寺谷田に所在の天台宗の寺院。本尊は十一面観音。現在京都国立博物館所蔵の釈迦金棺出現図は、1956年までこの寺院の所蔵だった。
第十番札所・立願山楊谷寺柳谷奥ノ院（りゅうがんざん ちょうこくじ やなぎだにおくのいん）
長岡京市浄土谷堂ノ谷に所在の西山浄土宗の寺院。寺院本尊は千手観音。札所本尊はそれとは別に奥ノ院に祀られている千手観音で、中御門天皇施入のもの。伝説によると、新崇賢門院は楊谷寺に皇子の誕生を祈りそれが叶って中御門天皇が誕生した。しかし、願いがかなえば観音像を奉るという誓いは果たさずに死去、その事を知った中御門天皇が亡き母に代わってこの千手観音を施入したのだという。
番外札所・浄土山乗願寺（じょうどさん じょうがんじ）
長岡京市浄土谷堂ノ谷に所在の西山浄土宗の寺院。寺院本尊は丈六（座高約2.8メートル）の阿弥陀如来で、西山の大仏（にしやまのおおぼとけ）とも呼ばれる。札所本尊はその向かって右の脇堂に祀られている十一面観音。
第十一番札所・摂取山正覚寺（せっしゅざん しょうがくじ）
大山崎町下植野宮脇に所在の西山浄土宗の寺院。寺院本尊は阿弥陀如来、札所本尊はその向かって右側の厨子に安置された千手観音である。この千手観音は、かつて淀川べりに建立した帰海印寺の塔頭・千手院の宝物であったと伝えられる。ちなみにこの帰海印寺は、鹿ケ谷の陰謀で流罪になった平康頼が赦免された後、かつての同志の菩提を弔うために建立したものである。また厨子は、天明の大火の犠牲者を弔うためにお縫という女性がこの千手観音とともに寄進したものと伝えられる。
第十二番札所・延命山卒台寺（えんめいざん そつだいじ）
長岡京市馬場に所在の西山浄土宗の寺院。寺院本尊は地蔵菩薩。札所本尊は千手観音で、癌封じ施薬観音として信仰されている。
第十三番札所・大悲山観音寺（だいひざん かんのんじ）
長岡京市東神足に所在の浄土宗の寺院。本尊は十一面観音。これは南北朝時代 (日本)に後村上天皇が父の菩提を弔うために作らせたもので、文和4年（1355年）6月2日に滋賀県甲賀郡の常光寺に奉安されたと像内胸部に明記されている。珍しく来歴の明らかな仏像である。
第十四番札所・恵解山勝龍寺（えげさん しょうりゅうじ）
長岡京市勝竜寺に所在の真言三宝宗の寺院。村社春日神社と同じ境内で隣接する。本尊は十一面観音、普段は京都国立博物館に預託されており、毎年8月18日の観音大祭と11月第二日曜日のガラシャ祭の2日のみこちらに戻される。
第十五番札所・普陀落山観音寺（ふだらくざん かんのんじ）
伏見区羽束師菱川町に所在の真言宗豊山派の寺院。本尊は十一面観音（長谷型観音）2体で、長谷寺開山の徳道上人作と伝えられる。毎年1月8日から14日にのみ開帳される。
第十六番札所・星水山泉福寺（せいすいざん せんぷくじ）
向日市森本町四ノ坪に所在の西山浄土宗の寺院。本尊は不空羂索観音で、その特徴的な第三の目から「三つ目観音」と呼ばれ、特に眼病に霊験あらたかとされている。
第十七番札所・慈眼山万福寺（じげんざん まんぷくじ）
南区久世大藪町に所在の西山浄土宗の寺院。本尊は聖観音で、過去この寺院が度々の火災に焼かれたにもかかわらず難を逃れたことから、「火除け観音」として信仰を集める。
第十八番札所・朝日山西圓寺（あさひざん さいえんじ）
南区久世築山町に所在の西山浄土宗の寺院。本尊は阿弥陀如来。札所本尊は本尊の向かって左に祀られている十一面観音。
番外札所・栖雲山安禅寺（せいうんざん あんぜんじ）
南区久世上久世町に所在の西山浄土宗の寺院。札所本尊は観音堂の三十三観音。かつてこの地域の観音講か西国三十三所巡礼に巡礼者が出る際、この寺院で道中の無事を祈る事が行われていた。観音堂はそうした歴史から作られた西国三十三所の本尊を模したうつし霊場である。
第十九番札所・醫王山蔵王堂光福寺（いおうざん ざおうどう こうふくじ）
南区久世上久世町に所在の西山浄土宗の寺院。もとは修験道の寺院で、浄蔵によって平安京の裏鬼門封じとして創建されたと伝えられる。寺院本尊は蔵王権現で、札所本尊はその向かって左に祀られている聖観音。
第二十番札所・青柳山称讃寺（せいりゅうざん しょうさんじ）
西京区牛ヶ瀬青柳町に所在の浄土宗西山禅林寺派の寺院。寺院本尊は阿弥陀如来。札所本尊は千手観音で、本来は真言宗の青柳山観音寺(後述)の本尊だったものである。
第二十一番札所・念佛山長福寺（ねんぶつざん ちょうふくじ）
西京区下津林楠町に所在の浄土宗西山禅林寺派の寺院。寺院本尊は阿弥陀如来。札所本尊は千手観音で、「結びの観音」と呼ばれ縁結びなどの霊験があるとして崇められている。本来は法華山永福寺(後述)の本尊だったが廃寺となったためこちらに移された。伝説によれば、円仁が唐からの帰国中海上で暴風雨に遭い「無事に帰国できれば三体の観音像を作る」と祈り、その願い叶って制作した中の一体だという。
第二十二番札所・千手院常楽寺（せんじゅいん じょうらくじ）
西京区川島北裏町に所在の寺院。大宮社の境内、社務所と棟続きの小堂で現在は無住。本尊は千手観音。
第二十三番札所・久遠山地蔵寺（くおんざん じぞうじ）
通称桂地蔵。西京区桂春日町に所在の浄土宗の寺院。寺院本尊は地蔵菩薩で、京都六地蔵の一尊として信仰を集める。札所本尊は本堂に本尊とともに祀られている十一面観音。元は歓喜寺（後述）の本尊だったが廃寺となったためこちらに移された。
第二十四番札所・紫雲山来迎寺（しうんざん らいこうじ）
西京区松尾井戸町に所在の浄土宗西山禅林寺派の寺院。寺院本尊は弥陀三尊仏。札所本尊は観音堂本尊の石仏の如意輪観音。平成24年、廃寺となっていた中桂山念仏寺に代わり第二十四番札所に選定された。
第二十五番札所・吉祥山阿弥陀寺（きっしょうざん あみだじ）
西京区桂千代原町に所在の浄土宗西山深草派の寺院。寺院本尊は阿弥陀如来。札所本尊は千手観音で「千代原観音」と呼ばれ、雷除け・悪病除けに霊験があるとされる。
第二十六番札所・霊鷲山長恩寺（れいじゅざん ちょうおんじ）
西京区上桂西居町に所在の西山浄土宗の寺院。本尊は2メートル近い長身の千手観音立像で厄除け・雷除けの観音として信仰を集める。この千手観音は、もともと明治15年に近隣の念仏寺、光照庵とともに合併された光現院千光寺（こうげんいん せんこうじ）の本尊として伝わっていたもの。
第二十七番札所・大悲山観世寺（だいひざん かんせいじ）
西京区桂上野北町に所在の西山浄土宗の寺院。寺院本尊は阿弥陀如来、札所本尊はその向かって右に祀られている聖観音である。またこの寺院の小堂には地蔵菩薩が祀られており、「北向き地蔵」と呼ばれ安産の御利益があるとされる。
番外札所・帰峰山西光寺（きほうざん　さいこうじ）
西京区松室山添町に所在の浄土宗西山禅林寺派の寺院。寺院本尊は阿弥陀如来。札所本尊の如意輪観音像は西光寺より少し離れた延朗堂（旧跡谷ヶ堂最福寺、西京区地家山）に安置されている。平成24年に番外札所となった。
第二十八番札所・宝珠山蔵泉庵（ほうしゅうざん ぞうせんあん）
西京区嵐山山ノ下町に所在の臨済宗相国寺派の寺院。本尊は十一面観音。
第二十九番札所・二尊山西光院（にそんざん さいこういん）
西京区嵐山山田町に所在の浄土宗西山禅林寺派の寺院。寺院本尊は二体の阿弥陀如来。本尊が二体なのは、明治41年に西光寺と西光庵という二つの寺院が合併してこの寺院が出来たためで、山号の二尊山もこれに由来する。札所本尊は左手で子供を抱いた聖観音で「子育て観音」と呼ばれており、本尊の向かって右側の厨子に安置されている。
第三十番札所・葉室山浄住寺（はむろざん じょうじゅうじ）
西京区山田開キ町に所在の黄檗宗の寺院。札所本尊は聖観音。
第三十一番札所・宝珠山福成寺（ほうじゅさん ふくじょうじ）
西京区樫原内垣外町に所在の臨済宗建仁寺派の寺院。本尊は十一面観音。
第三十二番札所・紫雲山来迎寺（しうんざん らいこうじ）
向日市物集女町御所海道に所在の西山浄土宗の寺院。寺院本尊は阿弥陀如来。札所本尊は聖観音。
番外札所・法寿山正法寺（ほうじゅざん しょうぼうじ）
西京区南春日町に所在の真言宗東寺派の別格本山。通称石の寺。本尊は千手観音で、正面の顔の左右に脇面を有する「三面千手観音」と呼ばれる形式の像である。
第三十三番札所・仏華林山宝菩提院願徳寺（ぶっかりんざん ほうぼだいいん がんとくじ）西京区南春日町に所在の天台宗の寺院。本尊は伝・如意輪観音半跏像で、京都洛西観音霊場の札所本尊で唯一の国宝である。

## 元札所
第二十番札所・青柳山観音寺（せいりゅうざん かんのんじ）
かつて現在の西京区牛ヶ瀬青柳町に所在した真言宗寺院。本尊は千手観音。明治12年に青柳山称讃寺に合併され、以後は称讃寺が第二十番札所を引き継いだ。
第二十一番札所・法華山永福寺（ほっけざん えいふくじ）
かつて下津林村、現在の西京区下津林楠町の五社神社境内に所在した寺院。本尊は十一面観音。明治12年に念仏山長福寺に合併され、以後は長福寺観音堂として引き続き五社神社境内に所在した。1995年に阪神・淡路大震災で本尊の十一面観音が損傷、修理が行われたのを機に長福寺本堂に移された。現在は、かつて観音堂だった建物だけが残され、五社神社祭礼の際には社務所として利用されている。
第二十三番札所・久遠山歓喜寺（くおんざん かんぎじ）
かつて西京区桂朝日町に所在した寺院。本尊は十一面観音。1978年の霊場再興時には第二十三番札所だったが当時すでに無住だった。後に廃寺となって本尊は久遠山地蔵寺に移され、第二十三番札所も引き継がれた。
第二十四番札所・中桂山念仏寺（ちゅうけいざん ねんぶつじ）
かつて西京区桂久方町の御霊神社境内に所在した寺院。本尊は十一面観音。1978年の霊場再興時には第二十四番札所だった。後に廃寺となって本尊は久遠山地蔵寺に移され、地蔵寺が第二十三番と第二十四番の札所を兼ねていた。その後平成24年6月紫雲山来迎寺が新たに第二十四番札所に選定された。